# Otto Frederik Suenson
Otto Frederik Suenson (Copenhague, Dinamarca; 19 de noviembre de 1810-Copenhague; 19 de noviembre de 1888) fue un militar y político danés que llegó a ocupar el puesto de ministro de la marina. Suenson era hijo del capitán de navío Jean André Suenson (30 de noviembre de 1773, Argel, Regencia de Argel - 5 de enero de 1840) y Anne Cathrine Lütken (27 de noviembre de 1776 - 13 de enero de 1855).

## Carrera en el Orlogsværftet
Se convirtió en teniente segundo de la Real Armada en 1829 y ascendió a primer teniente en 1839, a capitán teniente en 1847 ya Kaptajnløjt (en danés: Teniente capitán) en 1855. Inmediatamente después de su nombramiento como oficial, Suenson se dedicó al estudio de la construcción naval; en los periodos 1834-39 y 1843-45 fue profesor de matemáticas para los cadetes de mar, en 1836 se incorporó a la Comisión de Construcción como Auskultant (en danés: Profesor adjunto), en 1841 pasó a ser miembro de la Comisión, entre 1839 y 1843 emprendió un viaje de estudios a Inglaterra, en 1844 fue empleado en la construcción naval del Orlogsværftet (en danés: Astillero militar, principal puerto de la Real Armada danesa), ascendió en 1846 a capataz adjunto y en 1848 a capataz, en 1858 director de la construcción naval de la Armada. Como tal, construyó varios buques: las fragatas Niels Juel, Sjælland y Jylland, las corbetas Thor, Heimdal y Dagmar, así como fue él quien inició la construcción de barcos blindados de producción nacional (construyó las fragatas blindadas Peder Skram y Dannebrog, así como los ya ironclads Danmark, Rolf Krake y adquirió el Stærkodder).
Aunque Suenson, como principal constructor naval de la Marina, trabajó durante un período en el que los buques de guerra estaban experimentando un rápido desarrollo (de la vela a los barcos de vapor, de los barcos sin blindaje a los blindados), supo cómo mantenerse actualizado y estaba constantemente al tanto de los desarrollos; su reputación como constructor, por lo tanto, fue más allá de las fronteras del país. Cuando se suprimió el cargo de capataz de fábrica en 1864, al mismo tiempo que se reorganizaba el astillero, Suenson renunció y fue nombrado simultáneamente director de departamento dentro del Ministerio de la Armada, cargo que ocupó hasta 1866 .

## Carrera política
En la faceta política, Suenson ya había realizado algunos pasos dentro del mundo de la política regional de la Dinamarca del siglo XIX, siendo Folketingsmedlem (en danés: miembro del Parlamento) por el distrito 4 de uno de los condados de Holbæk entre 1852 y 1853. En 1861 se convirtió en miembro elegido por la realeza para el consejo del condado de Riksrådet y en 1866 miembro del consejo del condado, en 1857 también fue elegido representante ciudadano en Copenhague.
Por lo tanto, era bastante natural que Suenson, con su conocimiento de la administración y la política de la Marina, fuera elegido Ministro de Marina el 1 de noviembre de 1867, cargo que ocupó durante 2 años, hasta el 22 de septiembre de 1869. Sin embargo, como ministro, Suenson no tuvo especial suerte; de hecho, implementó la Ley sobre la Orden de la Armada del 24 de abril de 1868, pero esta ley no puede describirse como ningún progreso; La presión, tal como estaba el estado de ánimo en el país después de la guerra de los Ducados, supuso más bien el sello de un declive, y sus disposiciones sobre parte de Nyboder (una zona residencial cercana al puerto oriental de Copenhague), así como la disposición de la antigua Academia de Cadetes del Mar y su cierre atrajeron críticas justificadas. Pero en general, Suenson se destaca como una figura capaz, conocedora y vivaz, aunque estricta, que ha tenido un impacto significativo en las diversas áreas en las que trabajó. Suenson murió el día de su cumpleaños en 1888.
Estaba casado con Signe Ragnhilde Cornelia Dorothea Meyer (29 de mayo de 1814 - 12 de diciembre de 1891), hija del director de Søkvesthuset (un Hospital Militar), J. D. Meyer (1774-1838) y Anna Dorothea Hornbech.